# Megali Magula
Megali Magula o Megali Magoula (en grec, Μεγάλη Μαγούλα) és un jaciment arqueològic situat en un pujol a prop del poble de Galatàs, al municipi de Trizinia-Metana, a Grècia. Les excavacions han estat dirigides per Eleni Konsolaki. Moltes de les troballes s'exposen al Museu Arqueològic de Poros.
En aquest jaciment arqueològic, situat a 2 km de l'antiga Trezè, s'han trobat les restes d'un assentament fortificat del període hel·làdic mitjà —no sembla, però, haver estat habitat en el hel·làdic tardà— i tres tolos. Les fortificacions de l'acròpoli van ser utilitzades també molt més tard, en el període hel·lenístic. L'aixovar funerari d'una de les tombes abasta períodes compresos entre l'hel·làdic mitjà III i l'hel·làdic tardà I (sobre el s. XVI aC), i el de les altres dues entre l'hel·làdic tardà IIB i l'hel·làdic tardà IIIB. Les grans dimensions d'una d'aquestes darreres, la cambra de la qual tenia un diàmetre d'11 metres, suggereix que haja servit d'enterrament d'un governant local, i fins i tot se l'ha relacionada amb el mític Teseu. Els objectes trobats inclouen una espasa de bronze, figuretes de terracota, joies d'or i una àmfora cananea.

Alguns objectes de Megali Magula exposats al Museu Arqueològic de Poros
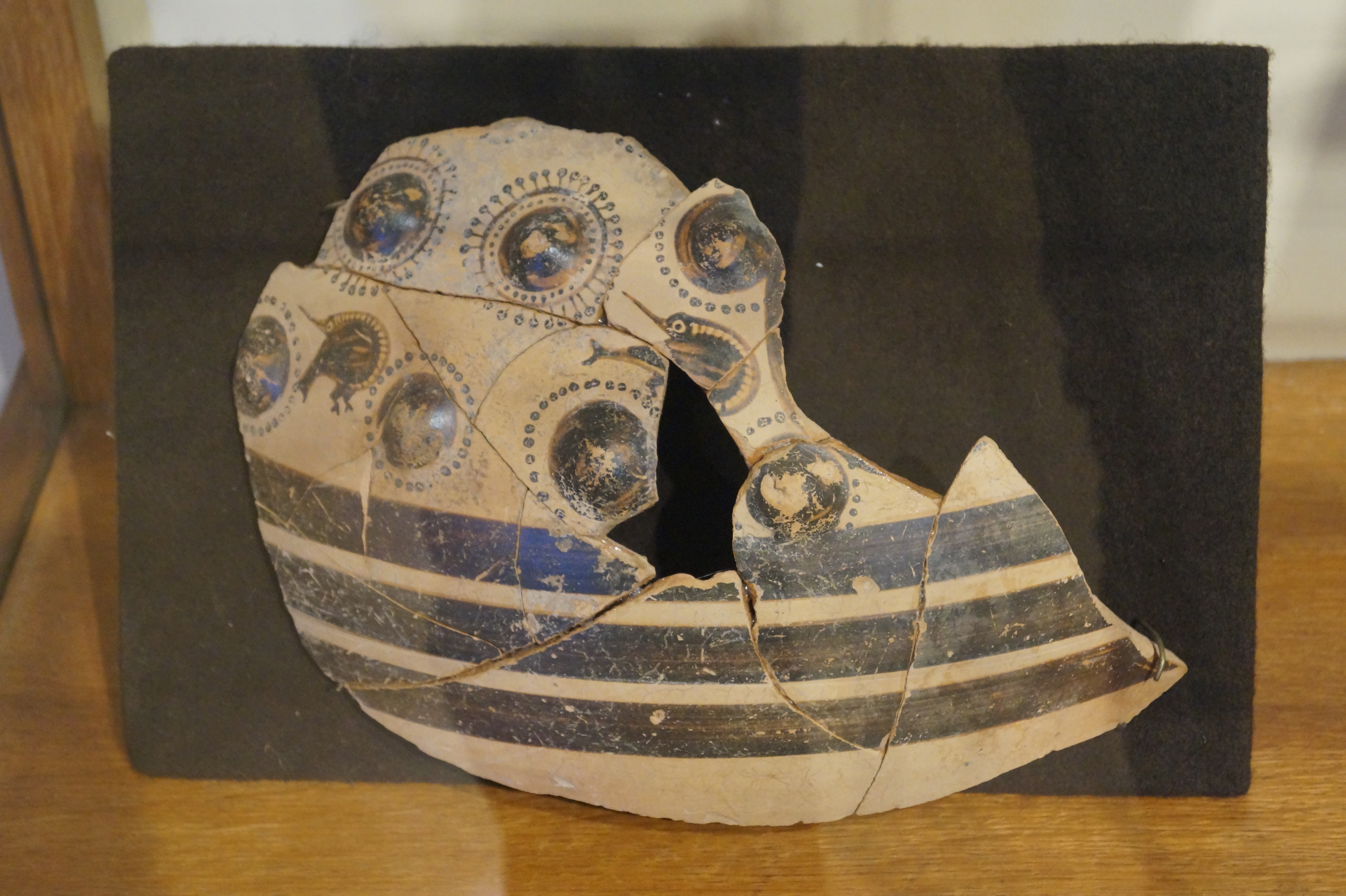
Peça de ceràmica d'una de les tombes
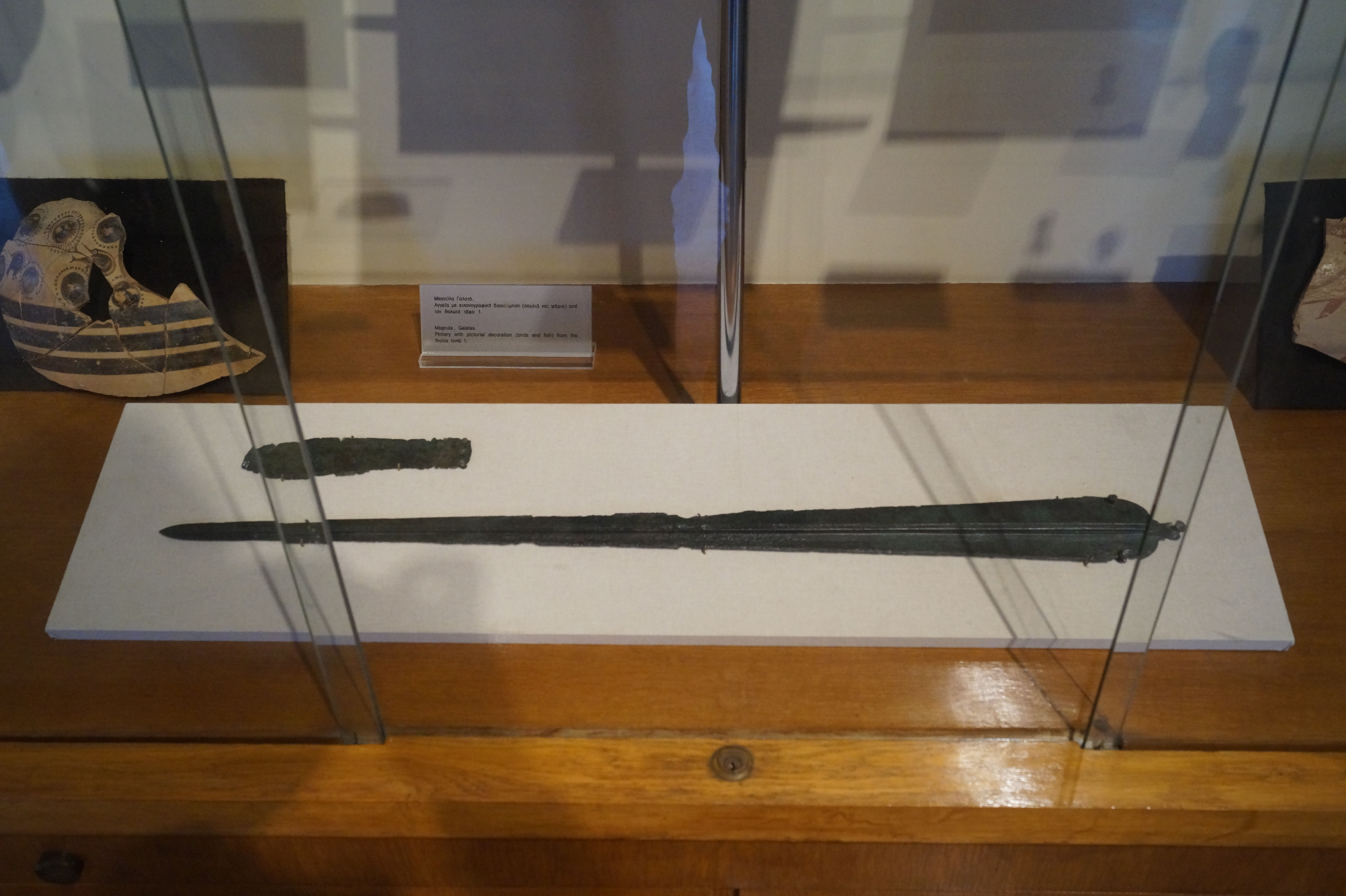
Espasa de bronze
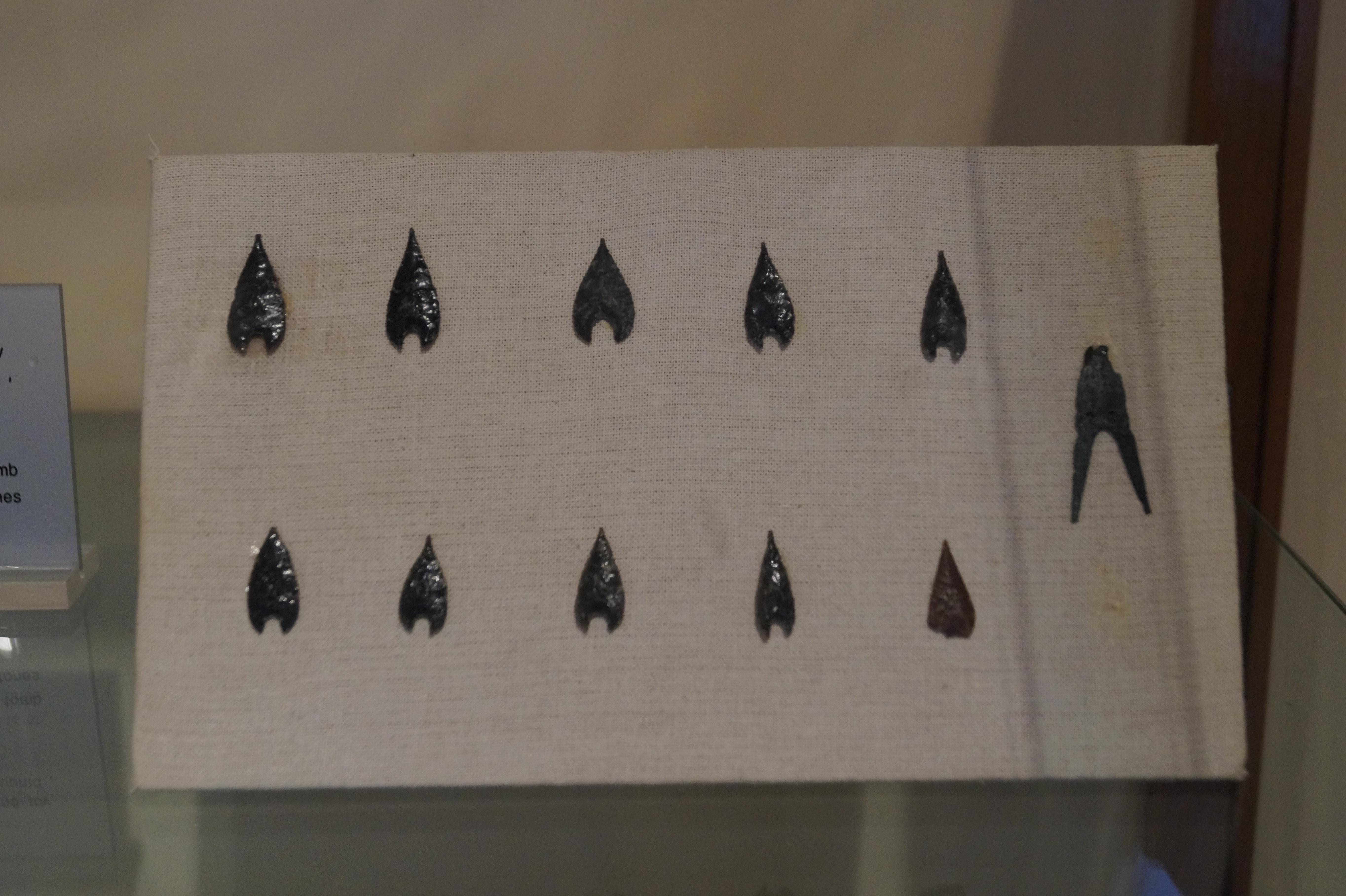
Puntes de fletxa d'obsidiana i bronze